# 신부수업
"신부수업"은 2004년 하반기에 개봉한 권상우, 하지원 주연의 대한민국의 영화이다.

## 캐스팅
- 권상우 : 신학생 김규식 역
- 하지원 : 말괄량이 양봉희 역
- 김인권 : 신학생 신선달 역
- 김인문 : 남 신부 역
- 김선화 : 김 수녀 역
- 전혜진 : 깻잎 역
- 최환준 : 진호 역
- 김일우 : 이장 역 (유작)
- 이용이 : 수퍼 할머니 역
- 공호석 : 주교 역
- 천우희 : 깻잎 무리 2 역
- 김도현 : 신학생 1 역
- 김도형 : 신학생 3 역
- 김준태 : 신학생 4 역
- 김성표 : 신학생 5 역
- 오대환 : 신학생 6 역
- 진이한 : 신학생 7 역
- 노진우 : 사진 기사 역
- 김희수 : 꼬마 복사 2 역
- 홍인 : 깍두기 4 역
- 조재현 : 성당 공사 인부 역 (특별출연)
- 봉만대 : 결혼식 사회자 역 (특별출연)
- 박효준 : 밧데리 웨이터 역 (특별출연)
- 김미연 : 나이트 아가씨 역 (특별출연)
- 박철민 : 여관 주인 역 (특별출연)
- 이선균 : 닭살 커플 남 역 (특별출연)
- 김혜나 : 닭살 커플 여 역 (특별출연)